# Europski institut za baštinu holokausta
Europski institut za baštinu holokausta je organizacija za javno dobro sa sjedištem u Češkoj republici. 
Svrha instituta je prije svega nadzor nad restitucijom i povratom umjetničkih djela i nepokretne imovine otete Židovima od strane nacista i njihovih satelitskih režima u Drugom svjetskom ratu.

## Pozadina
Institut je utemeljen nakon usvajanja Terezinske deklaracije 20. siječnja 2010. Osnivač instituta je Ministarstvo vanjskih poslova Češke Republike.
Zaklada za javno dobro surađuje s vladinim i nevladinim organizacijama, kako bi se iznašla rješenja za restituciju nepokretne imovine, umjetnina, predmeta judaike, ali i primjerene brige za preživjele, te poticanje edukacije, sjećanja i istraživanja vezanih uz holokaust.
Institut pomaže i tijelima već aktivnim na ovom polju, pomažući im da odrede i razviju najbolje postupke, kao i smjernice daljnjeg rada. Sfera djelovanja instituta je internacionalna, te uključuje kako zemlje Europske unije tako i druge europske zemlje, a bliska se suradnja odvija i sa Sjedinjenim Američkim Državama i Izraelom.

## Povrat i restitucija židovske imovine u Republici Hrvatskoj
Republika Hrvatska bila je učesnik i potpisnik svih značajnijih skupova posvećenih ovoj problematici no po spomenutim pitanjima je učinjeno vrlo malo.Zna se i da neki od hrvatskih muzeja u svojim zbirkama imaju i predmete židovskog porijekla no zasad nije zabilježeno da je ijedno od ovih djela vraćeno prvotnim vlasnicima odnosno njihovim zakonitim nasljednicima.Jedna od radionica posvećenih propitivanju porijekla muzejskih predmeta, a koje Europski institut za baštinu holokausta organizira bila je održana u Zagrebu početkom 2013.godine.Usprkos prethodno rečenom zasada nema nikakovih naznaka nekakovog napretka na ovom planu. Kako je Republika Hrvatska članica Međunarodnog muzejskog savjeta ICOM, kritičari ističu da se godinama uporno ignoriraju neke od temeljnih odredbi ICOM-ovog etičkog kodeksa.
Povjerenstvo za povrat kulturnih dobara dakako bavi se isključivo problemom umjetnina otetih za Domovinskog rata, dok o umjetninama nestalim u ranijim periodima ne brine nijedna institucija.

## Vanjske poveznice
- European Shoah Legacy Institute  Arhivirana inačica izvorne stranice od 21. rujna 2013. (Wayback Machine)
- Provenance Research Training Program
- The Terezin Declaration  Arhivirana inačica izvorne stranice od 11. studenoga 2013. (Wayback Machine)
- Holocaust Restitution Company of Israel  Arhivirana inačica izvorne stranice od 24. rujna 2013. (Wayback Machine)
- CEDEK - Udruga za povrat židovske imovine u Hrvatskoj  Arhivirana inačica izvorne stranice od 3. kolovoza 2016. (Wayback Machine)
- Etički kodeks za muzeje (vidi str. 22), pristup stranici 23.2.2014
- Ministarstvo kulture: Povjerenstvo za povrat kulturnih dobara, pristup stranici 29.3.2014.